# Capronnieria pavunae
Capronnieria pavunae är en fjärilsart som beskrevs av D'almeida 1922. Capronnieria pavunae ingår i släktet Capronnieria och familjen praktfjärilar. Inga underarter finns listade i Catalogue of Life.